# Ultramagic
Ultramagic és una empresa catalana fabricant de globus aerostàtics d'aire calent, amb seu a l'Aeròdrom d'Igualada-Òdena General Vives, a la comarca de l'Anoia. És el segon fabricant del món per xifra de negocis i l'únic d'Espanya de globus d'aire calent. La producció anual de l'empresa se situa entre els 80 i 120 globus, destinant al voltant del 80% a l'exportació, incloent-hi Japó, Nord Amèrica, Sud Amèrica, Europa i Àfrica. Ultramagic pot fabricar globus grans, com el N-500 que pot transportar fins a 27 persones a la cistella, globus adaptats a persones amb discapacitat física, i també ha construït molts globus amb formes especials així com inflables d'aire fred.
Ultramagic col·labora cada any en l'organització del European Balloon Festival, una concentració internacional de globus aerostàtics, la més important d'Espanya, on es realitzen exhibicions i proves de competició. El festival té lloc cada mes de juliol des de l'any 1997 i es realitza en un espai habilitat com a camp de vol a l'eix de l'antiga N-II d'Igualada. És membre del clúster aeronáutic BAIE.

## Història

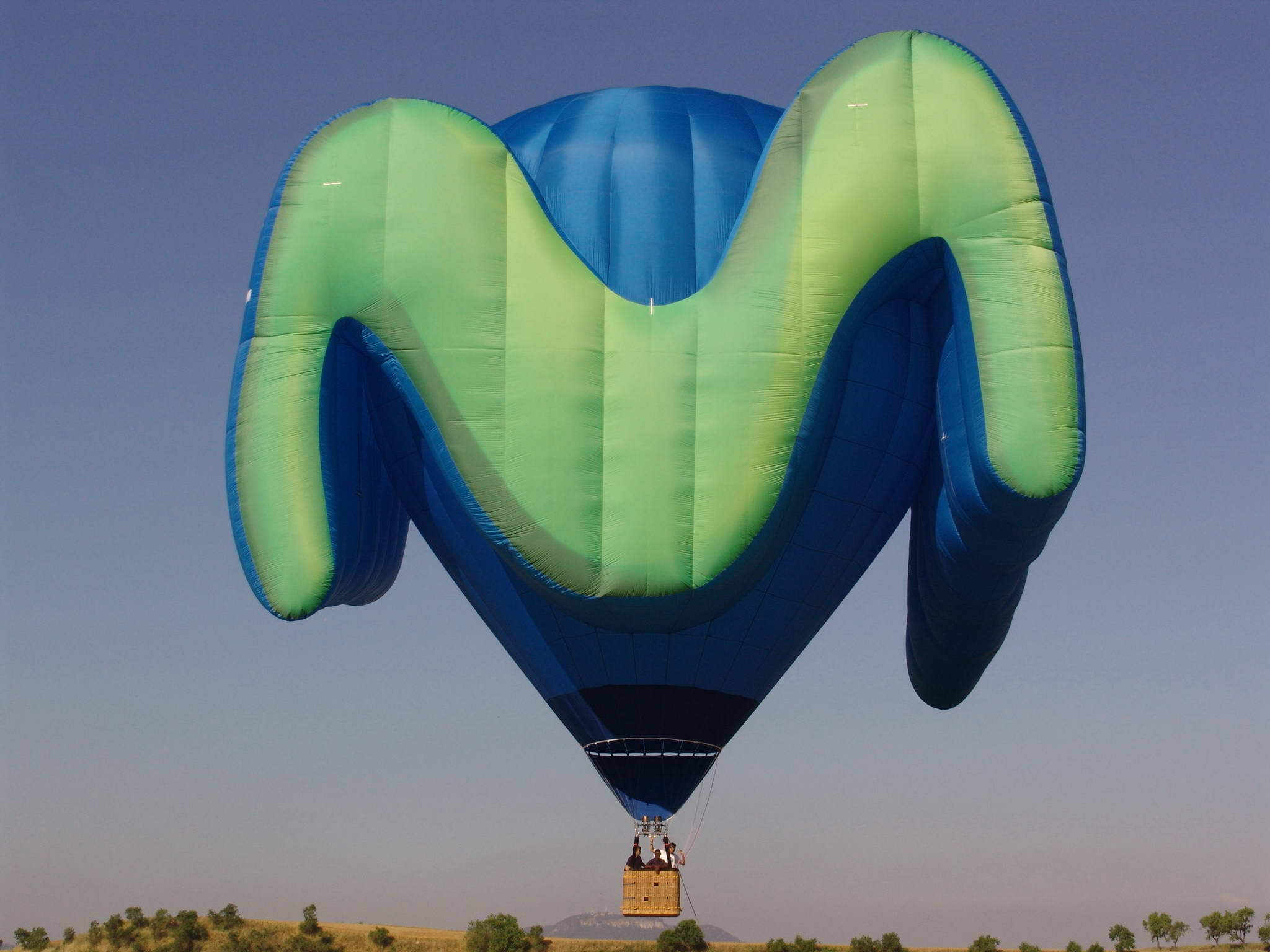
Globus Ultramagic amb forma especial, operat per Paseosenglobo i esponsoritzat per Movistar

L'empresa té els seus orígens l'any 1978 quan tres amics, Josep Maria Lladó, enginyer aeronàutic i pilot de globus, Joan Comellas i Jaume Llansana, van començar a volar amb un globus de segona mà i poc després varen decidir construir-ne un més gran, anomenat "Tramuntana", per a una expedició per l'Àfrica, ja que no disposaven de diners per comprar-ne un. Aquest viatge va ser realitzat l'any 1980, va durar onze mesos i va comportar 40 vols des de Zanzíbar, travessant Tanzània, Ruanda i una part del Zaire fins a Kisangani, actual República Democràtica del Congo. Després varen començar a dissenyar un ultralleuger i varen crear l'empresa Ultramagic SA, juntament amb Carles Lladó, germà d'en Josep Maria. Ultra lleugers Ultramagic va passar a ser Globus Ultramagic, ja que després de fer un prototipus d'ultralleuger, van veure que era molt complicat, no tenien prou diners, els materials s'havien d'importar i sols era rendible la producció d'aparells en sèrie. A més, disposaven d'experiència en la construcció de globus i conservaven les màquines de cosir i l'organització aeronàutica.
L'any 1993 l'empresa va inaugurar una divisió d'inflables d'aire fred amb unes 4.000 formes construïdes fins a l'actualitat. La producció anual d'inflables d'aire fred se situa al voltant dels 500.
L'any 2009 l'empresa va fer el primer vol oficial de l'Ecomagic, un globus aerostàtic sostenible amb un consum reduït d'energia, desenvolupat conjuntament amb l'Escola d'Enginyeria Aeronàutica de Berlín, de la TU Berlin. El teixit del globus té una doble capa que aïlla més l'aire calent, fet que disminueix el consum i permet vols més llargs. L'Ecomagic gasta menys de la meitat que un globus normal i pot arribar a consumir només un 30% de l'habitual.
L'any 2010 presentà un prototip sense tripulació del Bloon, un globus d'heli que permetrà portar fins a 8 persones a l'espai, desenvolupat per l'empresa Zero2infinity amb la col·laboració d'Ultramagic i l'Escola d'Enginyeria de Terrassa. El petit globus estratosfèric no tripulat tingué com a objectiu prendre fotografies de la Terra a 34 km d'altitud.
L'agost de 2011 va organitzar l'expedició "Ultramagic Experience; Kilimanjaro" per sobrevolar diverses zones de Tanzània i creuar amb globus aerostàtics el Kilimanjaro. L'expedició inclogué 7 globus aerostàtics amb dos pilots a cada globus, suport terrestre amb cotxes, i el seguiment en directe a través d'Internet de la posició dels globus sobre un mapa 3D.
En el marc de la Festa del Cel 2014, l'empresa Ultramagic va rebre el premi Cristòfol Juandó, que s'atorga a persones i entitats que destaquen per la seva tasca de divulgació aeronàutica.

## Tipus de clients
Els globus produïts per l'empresa estan adreçats a tres tipus de clients:
- Particulars, que els fan servir per participar en competicions o concentracions de globus, per als quals volar en globus és un esport d'aventura
- Professionals, que fan vols comercials i que tenen un patrocinador o espònsor
- Empreses que fan vols turístics a llocs com Turquia, Califòrnia, Egipte, Namíbia, etc

## Premis i reconeixements
- 2014: Premi Cristòfol Juandó.[13]